# Campeonato Europeo de Patinaje Artístico sobre Hielo de 2021
El CXII Campeonato Europeo de Patinaje Artístico sobre Hielo se iba a celebrar en Zagreb (Croacia) del 25 al 31 de enero de 2021 bajo la organización de la Unión Internacional de Patinaje sobre Hielo (ISU) y la Federación Croata de Patinaje sobre Hielo. Pero debido a la pandemia de COVID-19 el evento fue cancelado.